# Арабська мова регіону Перської затоки
Арабська мова регіону Перської затоки (араб. خليجي Ḵalījī) — мова, якою розмовляють на сході Аравії біля узбережжя Перської затоки в Кувейті, Бахрейні, Катарі, Об’єднаних Арабських Еміратах, південному Іраку, східній Саудівській Аравії, північному Омані та араби на узбережжі Ірану.
Арабську мову Перської затоки можна визначити як сукупність тісно пов’язаних і більш-менш взаємнозрозумілих діалектів, які утворюють діалектний континуум, причому рівень взаємнозрозумілості між будь-якими двома різновидами значною мірою залежить від відстані між ними. Як і інші діалекти арабської мови, діалекти арабської мови Перської затоки не є взаємнозрозумілими з іншими різновидами арабської мови, якими розмовляють за межами Перської затоки. Певні діалекти відрізняються лексикою, граматикою та вимовою. Існують значні відмінності між, наприклад, кувейтською арабською мовою та діалектами Катару та ОАЕ, особливо у вимові, що може перешкоджати взаємній зрозумілості. У Перській затоці є два основних типи діалектів, які відрізняються фонологічно та морфологічно, зазвичай їх називають badawī («бедуїн») і ḥadarī («осілий»), відмінності відзначають важливі культурні відмінності між тими, хто історично займався скотарством та вів кочовий спосіб життя, і тими, хто вели осілий спосіб життя.
Найближчими родичами діалектів Перської затоки є інші діалекти, що походять з Аравійського півострова, наприклад арабська Неджду, месопотамська арабська та бахрейнська арабська. Хоча нею розмовляють на більшій частині території Саудівської Аравії, арабська мова Перської затоки не є рідною мовою для більшості саудівців, оскільки більшість із них не живуть у Східній Аравії. У країні близько 200 000 людей, які розмовляють арабською мовою Перської затоки, з понад 30 мільйонів населення, переважно у вищезгаданій Східній провінції.

## Назва
Повну назву діалекту el-lahja el-Khalijiyya (اللهجة الخليجية місцева вимова: [elˈlæhdʒæ lxɑˈliːdʒɪj.jæ]) можна перекласти як «діалект затоки». Однак найчастіше його називають Халіджі (خليجي Khalījī  [xɑˈliːdʒi]), у якому до іменника خليج ([xɑˈliːdʒ]; Khalīj) додається суфікс Нісба, що буквально означає «затоки».

## Фонологія

### Приголосні
|              |              | Губні | Зубні | Міжзубні      | Міжзубні | Середньопіднебінні | Середньоязикові | Середньоязикові | Глоткові | Гортанні |
| звичайні     | емфатичні    | Губні | Зубні | Задньоязикові | Увулярні | Середньопіднебінні |                 |                 | Глоткові | Гортанні |
| ------------ | ------------ | ----- | ----- | ------------- | -------- | ------------------ | --------------- | --------------- | -------- | -------- |
| Носові       | Носові       | m     |       | n             |          |                    |                 |                 |          |          |
| Проривні     | глухі        | (p)   |       | t             | tˤ       | tʃ                 | k               | q               |          | ʔ        |
| Проривні     | дзвінкі      | b     |       | d             |          | dʒ                 | ɡ               | ɡ               |          |          |
| Фрикативні   | глухі        | f     | θ     | s             | sˤ       | ʃ                  | x               | x               | ħ        | h        |
| Фрикативні   | дзвінкі      |       | ð     | z             | ðˤ       |                    | ɣ               | ɣ               | ʕ        |          |
| Дрижачі      | Дрижачі      |       |       | r             |          |                    |                 |                 |          |          |
| Апроксиманти | Апроксиманти |       |       | l             |          | j                  | w               |                 |          |          |

### Голосні
|                     | Передні | Передні | Задні | Задні |
| короткі             | довгі   | короткі | довгі |       |
| ------------------- | ------- | ------- | ----- | ----- |
| Високого підняття   | i       | iː      | u     | uː    |
| Середнього підняття |         | eː      | (o)   | oː    |
| Низького підняття   | a       | aː      |       |       |